# Coupe ASOBAL 2016-2017
Navigation
Coupe ASOBAL 2015-2016 Coupe ASOBAL 2017-2018
La Coupe ASOBAL 2016-2017 est la 27e édition de la compétition qui a eu lieu les 17 et 18 décembre 2016 dans le Palais des sports de León.
Elle est remportée par le FC Barcelone pour la 12e fois.

## Équipes engagées et formule
Les équipes engagées sont le CB Ademar León qui est organise la compétition à domicile et les trois premières équipes du Championnat d'Espagne 2016-2017 à la fin des matchs aller, à savoir le FC Barcelone, le Naturhouse La Rioja et le BM Granollers.
Le format de la compétition est une phase finale à 4 (demi-finale, finale) avec élimination directe. L'équipe qui remporte la compétition obtient une place qualificative pour la Ligue des champions 2017-2018.

## Résultats
|  | Demi-finales        | Demi-finales  |              |    | Finale | Finale |
|  | Demi-finales        | Demi-finales  |              |    | Finale | Finale |
|  |                     |               |              |    |        |        |
|  |                     |               |              |    |        |        |
|  |                     |               |              |    |        |        |
|  | FC Barcelone        | 33            |              |    |        |        |
|  | FC Barcelone        | 33            |              |    |        |        |
|  | Naturhouse La Rioja | 28            |              |    |        |        |
|  | Naturhouse La Rioja | 28            | FC Barcelone | 30 |        |        |
|  |                     |               | FC Barcelone | 30 |        |        |
|  |                     | BM Granollers | 25           |    |        |        |
|  | CB Ademar León      | BM Granollers | 25           | 23 |        |        |
|  | CB Ademar León      |               |              | 23 |        |        |
|  | BM Granollers       | 30            |              |    |        |        |
|  | BM Granollers       | 30            |              |    |        |        |